# 욘 고렌츠 스탄코비치
욘 고렌츠 스탄코비치(슬로베니아어: Jon Gorenc Stanković, 1996년 1월 14일 ~ )는 슬로베니아의 프로 축구 선수로, 오스트리아 분데스리가의 슈투름 그라츠와 슬로베니아 국가대표팀에서 수비형 미드필더로 활약하고 있다.

## 구단 경력

### 허더즈필드 타운
고렌츠 스탄코비치는 2016년 8월 9일, 슈루즈버리 타운과의 EFL컵 경기에서 허더즈필드 타운 소속으로 데뷔했다. 그는 2016년 9월 27일, 로더럼 유나이티드와의 경기에서 후반 교체 투입되어 리그 데뷔 전을 치렀다. 2018년 8월 19일, 허더즈필드 타운에서 첫 골을 넣으며 맨체스터 시티에 6-1로 패했다.

### 슈투름 그라츠
2020년 6월 29일, 고렌츠 스탄코비치는 오스트리아 분데스리가의 슈투름 그라츠와 3년 계약을 체결했지만, 코로나19 범유행으로 인해 시즌 남은 기간 동안 허더즈필드에 남아 단기 연장 계약을 체결했다.

## 국가대표팀 경력
고렌츠 스탄코비치는 2016년 6월, 튀르키예와의 친선 경기를 위해 스레치코 카타네츠 감독에 의해 슬로베니아 국가대표팀에 소집되었다.
국가대표팀에 처음 소집된 지 4년 만인 2020년 10월 7일, 산마리노와의 친선 경기에서 데뷔 전을 치렀다.